# Vluchtelingenkamp

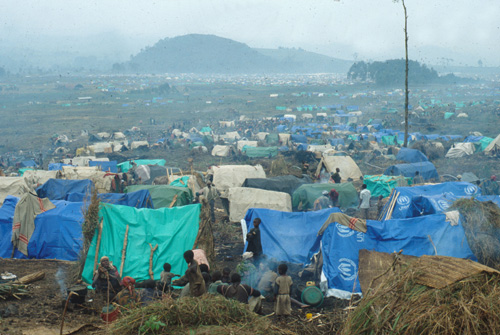
Vluchtelingenkamp in Rwanda

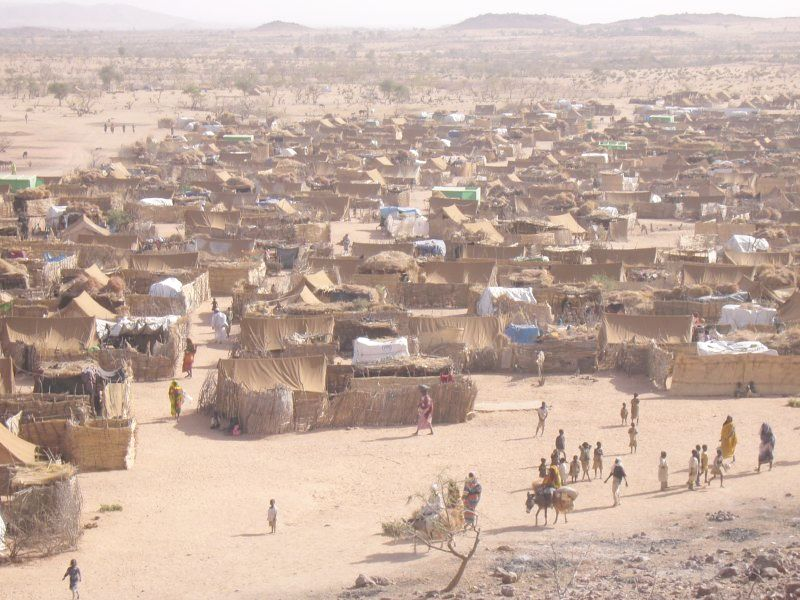
Kamp in Tsjaad vanwege het conflict in Darfur

Een vluchtelingenkamp is een kamp dat bestemd is voor de tijdelijke opvang van vluchtelingen.
Vluchtelingen kunnen de stap nemen hun eigen huisvesting te verlaten om redenen als oorlog, burgeroorlog, verdrijving, politieke onderdrukking en hongersnoden (bijvoorbeeld klimaatvluchtelingen).

## Faciliteiten
Vaak gaat het om tenten als slaapfaciliteit. De faciliteiten in vluchtelingenkampen zijn meestal zeer beperkt en de aanwezigheid van voorzieningen hangt vaak sterk af van de hulp die er van buiten komt.
Wat niet altijd voorhanden is, maar erg belangrijk voor de gezondheid en overlevingskansen in de vluchtelingenkampen, zijn hygiënefacliteiten zoals wasvoorzieningen en toiletten. Ook ontbreekt het vaak aan de nodige geneesmiddelen en medische voorzieningen, communicatiemiddelen en fysieke bescherming tegen de vijand of criminaliteit.

## UNHCR
De UNHCR is de organisatie van de Verenigde Naties die er sinds 14 december 1950 is voor het beschermen en ondersteunen van vluchtelingen met opvang, terugkeer of vestiging in een ander land.
Sinds haar oprichting is de UNHCR zich ook steeds meer gaan bezighouden met humanitaire hulp, vooral aan vluchtelingen die de grenzen van hun land nog niet overschreden hebben. Aan hoofd van de UNHCR staat de hoge commissaris voor de Vluchtelingen.

## Niet terug

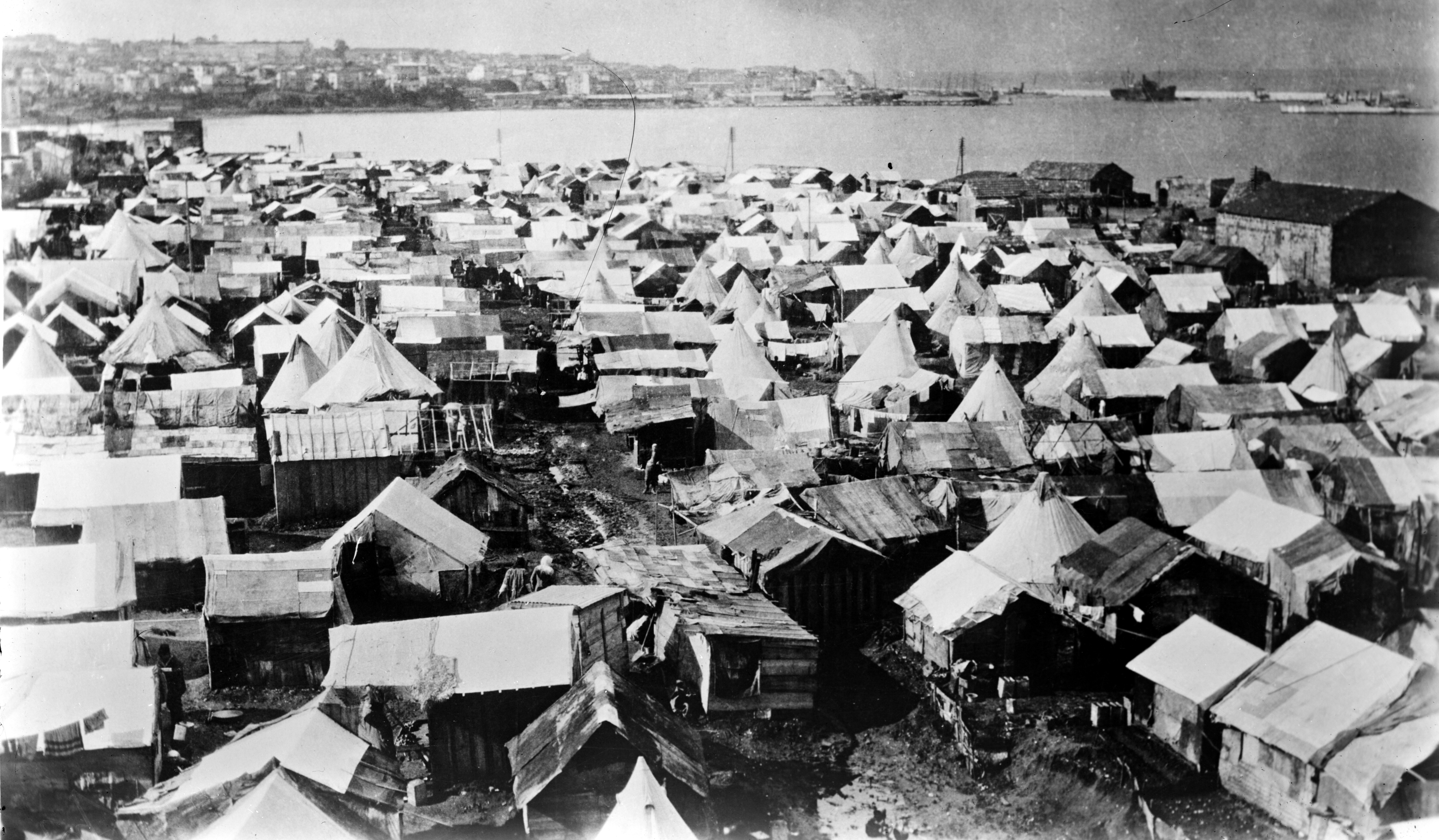
Vluchtelingenkamp in Beiroet, 1920-1925

In principe is een vluchtelingenkamp als tijdelijke voorziening bedoeld, tot het moment dat het weer mogelijk is of veilig genoeg om naar huis terug te keren of naar elders te vertrekken. Tijdelijk blijkt in deze betekenis een relatief begrip te zijn. In de ruimere regio in en rondom Palestina, waartoe behalve de Palestijnse gebieden dan ook Syrië, Libanon en Jordanië gerekend kunnen worden, bestaan al sinds de Arabisch-Israëlische Oorlog van 1948 vluchtelingenkampen voor verdreven Palestijnen. Direct na de 1948 oorlog werd in Israël een wet uitgevaardigd die hun terugkeer onmogelijk maakte en hun eigendommen aan de staat liet toekomen. Deze kampen zijn intussen, van verzamelingen provisorische onderkomens, uitgegroeid tot stadswijken met flatwoningen en een stedelijke infrastructuur, maar worden nog steeds als 'kampen' aangeduid. Hun bevolking is toegenomen van driekwart miljoen in 1948 tot zeven miljoen op dit moment.
In de landen van Europa bestonden er op grote schaal vluchtelingenkampen tijdens en na de twee wereldoorlogen. Dit was na 1945 vooral het geval in Duitsland, dat te maken had met de verdrijving van Duitsers na de Tweede Wereldoorlog die de opvang van 12 tot 15 miljoen mensen, voornamelijk verdreven Duitsers en Duitstaligen, noodzakelijk maakte. In het begin vond deze opvang in bestaande loodsen en kampen plaats, na verloop van tijd werden nieuwe kampen ingericht met provisorische onderkomens en nadat het puin in de verwoeste steden was geruimd werden daar nieuwe stadswijken opgetrokken. Ook bij dorpen werden op kleinere schaal nieuwe woningcomplexen opgericht. Deze nieuwe woonplaatsen werden niet meer als 'kamp' aangeduid maar hooguit nog als 'Viertel' (wijk) onderscheiden. Rond 1955 waren vrijwel alle verdrevenen sociaal en ruimtelijk geïntegreerd.
Na de Indonesische Onafhankelijkheidsoorlog werden in Nederland kampen ingericht door de regering voor Molukse KNIL-soldaten met hun gezinnen. Zij werden ondergebracht in voormalige oorlogskampen met provisorische woonruimte. Toen hun terugkeer naar de Molukken onmogelijk bleek werden ze min of meer gedwongen naar speciaal gebouwde woonwijken te verhuizen. Daar stemden zij mee in als deze wijken exclusief Moluks zouden blijven.